# جوردن کیرکپاتریک
جوردن کیرکپاتریک (انگلیسی: Jordan Kirkpatrick؛ زادهٔ ۶ مارس ۱۹۹۲) بازیکن فوتبال اهل بریتانیا است.
از باشگاه‌هایی که در آن بازی کرده است می‌توان به باشگاه فوتبال کلاید، باشگاه فوتبال دامبرتون، باشگاه فوتبال همیلتون آکادمیکال، و باشگاه فوتبال برچین سیتی اشاره کرد.